# Aqueduto da Fonte dos Canos
O Aqueduto da Fonte dos Canos, ou Aqueduto de Torres Vedras, situa-se no município de Torres Vedras. Tem duas ordens de arcos e mais de 2 km, destinando-se a abastecer a cidade de Torres Vedras através do Chafariz dos Canos.
A data da sua construção ainda não está definida ao certo, dele havendo referência documental de 1561. Sofreu obras de restauro nomeadamente no século XVIII, e mais recentemente em 1990.
Encontra-se classificado como Monumento Nacional desde 1910.